# Стоукс, Морис
Морис Стоукс (англ. Maurice Stokes; 17 июня 1933, Питтсбург, Пенсильвания — 6 апреля 1970, Цинциннати, Огайо) — американский профессиональный баскетболист, выступавший в Национальной баскетбольной ассоциации, карьера которого прервалась из-за тяжёлой травмы всего через три сезона после своего начала. Играл на позициях тяжёлого форварда и центрового. Член Зала славы баскетбола с 2004 года.

## Ранние годы
Стоукс родился в Рэнкине, штат Пенсильвания, недалеко от Питтсбург, и был одним из четырех детей — у него были сестра-близнец и два брата. Его отец работал на сталелитейном заводе, а мать вела домашнее хозяйство. Когда Морису было 8 лет, семья переехала в Хоумвуд, где он впоследствии посещал среднюю школу Вестингауза. Первые два года в школе Вестингауз Стоукс не играл в баскетбол, но затем он помог команде одержать победу в двух городских чемпионатах в 1950 и 1951 годах. 

## Карьера в НБА
Морис играл на позиции тяжёлого форварда и центрового. Учился в университете Святого Фрэнсиса, в 1955 году был выбран на драфте НБА под 3-м номером командой «Рочестер Роялз» (с 1957 года «Цинциннати Роялз»), за которую выступал с 1955 по 1958 годы. В дебютном сезоне набирал в среднем за игру по 16,3 подбора, что позволило ему стать новичком года НБА. В следующем сезоне он установил рекорд лиги по количеству подборов за сезон — 1256 (17,4 за игру). Стоукс играл в матче всех звёзд НБА все 3 года своего пребывания в чемпионате, а также трижды включался во вторую сборную всех звёзд НБА. За ним в «Кингз» закреплён номер 12. 10 сентября 2004 года был включён в Зал славы баскетбола.

## Травма и её последствия
В сезоне 1957/1958 годов в «Цинциннати» подобрался добротный коллектив, однако в марте 1958 года лидеры команды Дик Риккеттс и Морис Стоукс получили тяжёлые травмы в результате чего после окончания первенства оба были вынуждены уйти из баскетбола, хотя им обоим было всего по 24 года. Стоукс при движении к корзине противника вступил с ним в контакт, упал на пол, ударившись головой, и потерял сознание. Его привели в себя с помощью нюхательной соли, и он вернулся к игре, а через три дня ему стало плохо. Риккеттс вскоре увлёкся бейсболом, а Стоукс позднее перенёс приступ, затем впал в кому и, наконец, был парализован, врачи позднее поставили ему диагноз — посттравматическая энцефалопатия, что привело к нарушению функций мозга. Он умер 6 апреля 1970 от инфаркта миокарда в возрасте всего 36 лет.

## Статистика

### Статистика в НБА
| Сезон                                                                                    | Команда    | Регулярный сезон | Регулярный сезон | Регулярный сезон | Регулярный сезон | Регулярный сезон | Регулярный сезон | Регулярный сезон | Регулярный сезон | Регулярный сезон | Регулярный сезон | Регулярный сезон | Серия плей-офф | Серия плей-офф | Серия плей-офф | Серия плей-офф | Серия плей-офф | Серия плей-офф | Серия плей-офф | Серия плей-офф | Серия плей-офф | Серия плей-офф | Серия плей-офф |
| Сезон                                                                                    | Команда    | GP               | GS               | MPG              | FG%              | 3P%              | FT%              | RPG              | APG              | SPG              | BPG              | PPG              | GP             | GS             | MPG            | FG%            | 3P%            | FT%            | RPG            | APG            | SPG            | BPG            | PPG            |
| ---------------------------------------------------------------------------------------- | ---------- | ---------------- | ---------------- | ---------------- | ---------------- | ---------------- | ---------------- | ---------------- | ---------------- | ---------------- | ---------------- | ---------------- | -------------- | -------------- | -------------- | -------------- | -------------- | -------------- | -------------- | -------------- | -------------- | -------------- | -------------- |
| 1955/56                                                                                  | Рочестер   | 67               |                  | 34,7             | 35,4             |                  | 71,4             | 16,3             | 4,9              |                  |                  | 16,8             | Не участвовал  | Не участвовал  | Не участвовал  | Не участвовал  | Не участвовал  | Не участвовал  | Не участвовал  | Не участвовал  | Не участвовал  | Не участвовал  | Не участвовал  |
| 1956/57                                                                                  | Рочестер   | 72               |                  | 38,3             | 34,7             |                  | 66,5             | 17,4             | 4,6              |                  |                  | 15,6             | Не участвовал  | Не участвовал  | Не участвовал  | Не участвовал  | Не участвовал  | Не участвовал  | Не участвовал  | Не участвовал  | Не участвовал  | Не участвовал  | Не участвовал  |
| 1957/58                                                                                  | Цинциннати | 63               |                  | 39,0             | 35,1             |                  | 71,5             | 18,1             | 6,4              |                  |                  | 16,9             | 1              |                | 39,0           | 25,0           |                | 85,7           | 15,0           | 2,0            |                |                | 12,0           |
|                                                                                          | Всего      | 202              |                  | 37,3             | 35,1             |                  | 69,8             | 17,3             | 5,3              |                  |                  | 16,4             | 1              |                | 39,0           | 25,0           |                | 85,7           | 15,0           | 2,0            |                |                | 12,0           |
| Наведите курсор мыши на аббревиатуры в заголовке таблицы, чтобы прочесть их расшифровку. |            |                  |                  |                  |                  |                  |                  |                  |                  |                  |                  |                  |                |                |                |                |                |                |                |                |                |                |                |